# 島岡吉郎
島岡 吉郎（しまおか きちろう、1911年6月4日 - 1989年4月11日）は、明治大学硬式野球部監督。
ラグビー部の北島忠治監督と共に、明治大学の名物監督として知られた人物。愛称は御大（島岡御大）。東京六大学リーグ戦優勝15回は、監督として歴代1位。明大野球部員からは東京六大学野球の神様と称された。

## 来歴・人物
長野県下伊那郡市田村（現・高森町）出身。4歳時に母の花江が結核にて死去。父の宮次郎は朝鮮鉄道の技師として国外で働いていたため、父方の祖母かね代に育てられた（両親不在による「肉親の情への飢え」「持って行き場のない寂しさと悲しさ」が島岡の人格を作ったと教え子の近藤唯之は見解を述べている。）。
松本商業（現松商学園）から捕手として誘いがあったが、朝鮮で働いていた鉄道技師の父から東京に出て大学に入学するよう勧められ、父から学資の仕送りを受け、12歳で単身上京。東京小石川区の旧制豊山中学（現日本大学豊山高等学校）に入学。
中学2年の1学期、物理の試験が100点満点中8点だった咎を受け、教室内で指し棒により複数回顔を殴られたことに腹を立て、物理学教師を複数回殴り、退学処分。
旧制東京中に転校したが2年の3学期、音楽の授業で音痴を矯正しようと授業中「ゴンドラの唄」を1人特訓させられたことに耐えられず、音楽教師の額をピアノに複数回叩きつけ、退学処分。
荏原中に転校したが、転校早々、依怙贔屓の過ぎる英語教師に直訴したところ、黒板消しで顔を叩かれたことに腹を立てて英語教師の顔を複数回殴り、退学処分。
東京植民貿易中に転校。近隣校の上級生との喧嘩に勝った勢いで子分2名が窓ガラス数十枚を割り、退学処分。
帝京商業、その他保善商業や成城学園などを経て、明治大学政治経済学部予科入学（硬派の総本山と言われた明大応援団の団長と意気投合し、「試験を受けろ、あとは応援団がなんとでもする」と言われて入学に至ったという説がある）。
明治大学4年時に8代目応援団長に就任。従来の紋付袴、高下駄、白数珠という修験者風の右翼国士スタイル（大抵のヤクザは逃げ出すといわれた威圧的な容姿）を禁止し、学生服と黒靴に統一、当時ほとんどの大学応援団が加盟していた右翼組織・愛国学生連盟主催の紀元節行事出席拒否など、右翼色を一掃し「学生は学生らしく」という応援団改革を行った。
卒業後、吉岡証券にて6年勤務。1942年、横須賀海兵団小園安苗部隊に入隊。3ヶ月で招集解除され、海軍特務機関員としてマカオに駐在。中国海賊を手なずけ、英仏軍納入物資を日本海軍に横流しさせる『騙し屋稼業』の任務を担当した。
終戦20日後の1945年9月4日、数十人の特務機関員を率いて50トン漁船でマカオを脱出。計器を使いこなせず迷走の末、10月上旬に五島列島の富江島（*福江島の富江半島？）にたどり着き帰国。
東京に戻り、神田の旅館に泊まりながら闇市で商売をしつつ、明大野球部OB松井久（女優松井康子の父）の衆議院選挙の手伝いをしている時、明大野球部員の別府隆彦（後に明治高校野球部OB会長）と出会う。別府が現役部員でありながら明治中野球部監督も無給で兼任し疲労困憊しているという窮状を知り、「大学が助けてやらないのはどういう事か」と当時明大専務理事だった双川喜一に掛け合ったが逆に「あんたを男と見込んで頼む」と双川に依頼され、1946年の6月明治高校（当時明治中学）野球部監督に就任することになる。
明治高校（明治中学）では3度の甲子園出場を果たす（1950年・1951年選抜大会、1950年選手権大会）。

## 明治大学野球部監督として
1952年1月7日、かねてから助監督として務めていた明治大学野球部の監督に就任。大学当局（双葉山を発掘した双川喜一専務理事（当時）という説がある）による人事であったが、応援団出身・野球未経験の島岡の就任は驚天動地であり、駿台倶楽部（監督人事権を強力に有していた明治大学野球部OB会）と激しく対立した。結果、前主将の呼元正照ら部員8人の集団退部を招いた。
就任早々から部内の意識改革（当時の明大野球部員の授業出席率は2%程度）や、設備の充実（調布市深大寺南町に所在した旧野球部専用球場の用地買収等）に着手する。
就任1年目に日本中の高校、野球部長に手紙で告知の上、大阪・藤井寺球場にてセレクション目的のキャンプを実施。集まった60名の中から、後に日本野球史に残るバッテリーと呼ばれる、岡山東高校の秋山登－土井淳の獲得に成功。就任4シーズン目、秋山を筆頭とする「明大五人衆」を擁して1953年秋の東京六大学秋季リーグ戦において1942年春季以来11年ぶりの優勝。明大に戦後初の天皇杯をもたらした。
続く1954年春季リーグ戦にて連覇を達成し、翌1955年春季リーグ戦も制した。この年、戦後初となる海外遠征を台湾で行い、日本のスポーツ団体では初めて蔣介石と会見した。
1961年、学生紛争の最中、学内過激派に「2億円もかけて野球部専用球場を作って最下位ではないか。優勝できないなら週3日学生に開放しろ」と脅され激昂し、「年長者のおれに彼ら（過激派）はあんた呼ばわりして一切の敬語を口にしない。どんなに頭が良くてもこういう男は世に出て使い物にならない。おれはお前たちを世に出て使い物になれるように殴って育ててきた」と選手に訓示を述べ、6年ぶりにリーグ優勝。
1962年6月28日、勇退し総監督に就任するが、実質的な権限を新監督の栗崎武久に譲らなかった。辻佳紀主将が「4年生の総意」として栗崎に指揮権を譲るよう説得し、辻の主将退任と引き換えに指揮権を譲った。
1965年監督に復帰。1978年春季リーグ戦を最後に再び勇退するが、1980年大学創立100周年を控え三たび監督就任。創立100周年となる1981年の春季リーグ戦を優勝に導いた。
1980年代後半からは糖尿病、リウマチ系障害により体調を崩したが、車椅子姿で指揮を執り続けた。
1988年3月6日、試合を見ながら昼食を取り始めたところ、おでんのちくわを喉に詰まらせて意識不明の重体となる。その後意識が回復して歩行訓練をするまでになったものの、再び神宮球場に立つことはなく、11月12日秋季リーグ戦を最後に監督を退き総監督に就任。1989年4月11日、春季リーグ戦開幕直後に死去、享年77。「打倒早稲田」「打倒慶應」を旗印としていた島岡の死去は、リーグ開幕戦において明治が早稲田から勝ち点を挙げた翌日のことであった。
37年間にわたって明治大学野球部の指導的立場に就き、東京六大学リーグ戦優勝15回、全日本大学野球選手権大会優勝5回、明治神宮野球大会優勝2回、日本代表チームの監督も務め日米大学野球選手権大会優勝2回の記録を残した。
明治大学硬式野球部監督時代の教え子には秋山登、土井淳、近藤和彦、池田英俊、辻佳紀、高田繁、星野仙一、名取和彦、鹿取義隆、広沢克己、福王昭仁、武田一浩、平田勝男らがいる。
没後、1991年に競技者表彰で野球殿堂入り。競技者表彰はプロ野球選手または審判などが選出されることが大半であり、島岡はプロ野球に関与しなかった者として初めて競技者表彰での殿堂入りとなった。

## 采配の特徴
- 試合中に吐く「何とかせい」は有名で、キャプテンが指揮を任されることが多かった。そのため、明大野球部キャプテンは、学生野球の中でも一目置かれる存在であった。
- リーグ戦でもただ一度の敗戦も許さない性格。敗戦すればベンチ裏や合宿所にてレギュラー選手を対象に鉄拳制裁することが多く、選手は「5発、10発、15発、”脳天が痺れるような”御大の鉄拳が飛んでくる」と腹を括っていた[18]。
- 島岡野球とは、飛田流の精神野球を基盤にした「ミスのない野球」で、味方のエラー、自軍投手による四球、サイン見落としなどを極端なまでに嫌い抜いた[19]。
- 短気な性格から、エラーをした選手、打てなかった選手はすぐ交替させた。そのためスコアブックが一杯になってしまうので「記者泣かせの監督」と呼ばれていた[20]。
- 勝負に非情な性格。スクイズ成功で得点後、実は打者の指にボールが当たっており、本来はストライク判定で打ち直し（無得点）であった事実が主審に気づかれていないと分かると、「手当をしないで一塁上に戻れ。それから次の守備にいったん付け。『練習のゴロで突き指した』と言ってそこで交代するんだ」と、右人差し指が折れ血が吹き出し、骨が出ている選手を塁上に戻し、この1点で勝利したこともある（1953年5月18日、対早稲田3回戦、3回裏、明治4番・渡辺礼次郎に対して）[21]。
- 練習スタイルは紅白戦が多く、島岡が必ず球審を務めた。「至近距離で2ストライクに追い込まれた時の打者の顔色や呼吸を観察する」ためだと述べている[22]。

## 精神野球への傾倒
- 飛田穂洲の精神野球にのめり込み、明治大学硬式野球部監督に就任すると、飛田に「一球入魂」の色紙を書いてもらい、監督室に飾っていた[9]。
- 島岡の代名詞となった人間力という言葉は、1968年5月27日、明治-法政戦、9回1死、2対1、明治1点リードの場面で法政の4番田淵幸一・5番山本浩二を迎えた星野仙一投手に向けて、「いいか星野、ここまで来れば技術の問題じゃないんだ。お前と田淵幸一という男の人間対人間の勝負なんだ。つまりは人間力のある方が勝つ。」と何気なく造語を混じえて発したセリフが始まりである[23]。
- 便所掃除など、人のいやがる仕事は1年に押しつけさせず、4年生にやらせた。
- 4年生の就職活動の際、各選手の志望企業すべてに島岡自身が赴き、教え子を自らひたすら推薦した（裏方・控え選手が最優先[24]であった）。
- 試合に敗れた日、先発投手であった星野と共にパンツ1枚で雨中のグラウンドに正座し続けた。
- 星野と共に朝までグランドで座っていた。
- 星野が大学時代にトイレの掃除を一度だけサボったことがあり、島岡がそれを知ると星野をトイレに連れていき、星野を説教しながら島岡自らトイレの掃除を行った後「こんだけきれいにせんと掃除したとは言わせん」と便器を舐め、それを見ていた星野は「この人には何をしてもかなわない」としてひたすら謝罪したという[25]。
- 星野に「命懸けでいけ」、「魂を込めろ」、「誠を持て」の3つの教えを徹底的に仕込ませた[26]。

以上のようなエピソードもあり指導方法は『島岡式人間力野球』と評された。星野は島岡のことを尊敬し、「自分は明治大学野球学部島岡学科出身だ」と語ることがあった（「明治大学野球学部投手学科」とも）。
またこれらのエピソードを基に、明治大学野球部監督時代を描いたドラマ「泣けたぜ！おやじ・明大島岡監督物語」が、1987年12月にフジテレビ系で放映された。
- 早明戦でエラーした平田勝男に試合後、合宿所にて「パンツ1枚になって、グラウンドの神様に謝ってこい」と命じた。平田は指示通り夜間1人で練習グラウンドの遊撃手の守備位置に本塁方向に向かって正座し、「グラウンドの神様、申し訳ありません」と何回となく謝罪し、1時間して戻ってきた。だが島岡は許さず「本当に謝る気があったら人間涙がこぼれる。その顔でひれ伏したら涙の流れたところに砂がつく。お前の顔は湯上がりのようにきれいだ。」と理由を述べ、もう一度行けと命じた[27]。

## 体罰に関する記録・証言
- 1953年9月21日、早稲田に1-5で敗戦後、試合に出場していない学生服姿の控え選手4年生13人に「納得の行くまでレギュラーを殴れ」と命じ、下級生レギュラーだった秋山、土井らを本気で殴らせた（明大野球部出身の野球評論家近藤唯之によると、この鉄拳制裁が逆転優勝につながったという）[28]。
- 1953年10月、合宿所明和寮に新設されたくみ取り式便所を「10月8日より使用を許可する」と伝達したにも関わらず、「ウン開きに仏滅は無いだろう。1日伸ばせ」とマネージャーに電話で変更を通達。これを知らなかった4年生部員の北岡徳市が8日朝8時に大便をしているのを（自身が小便をしている際に）発見しドア越しに「すぐ食堂に来い」と命じ、理由の説明もなく27発殴った。北岡はくみ取り便所のクソツボに自ら入って雑巾がけまでして謝罪した（このエピソードは「ウンつき便所事件」として明大野球部の語り草である）[29]。
- 監督として初優勝をもたらした絶対的エース、秋山登には1日1000球の投げ込みを命じていた。（マネージャーに1球ずつカウントさせ、相手捕手を3度交代させつつ、6時間かけ1000球投じていた）「貴様ら若い者が1日200球で肩が痛いの、重いのと理屈を並べて恥ずかしいとは思わないのか」と顔面を5発10発殴ることもあった[30]。
- 1956年、当時2年だった近藤和彦（同い年の長嶋茂雄が「最も有力強力なライバルの一人」と評した名手。プロ通算1736安打）が、合宿玄関で交際女性と電話していたのを、便意を催して駆け込んできた島岡が発見し、「この野郎、授業はどうしたんだ。女と真っ昼間から電話なんかしやがって」と近藤の顔面を5発、10発、15発と殴り、便所を挟んで「授業より若い娘のほうが大事なのか」と怒鳴り、殴られて頭がぼうっとしてしゃがみ込んでいた近藤をさらに5、6発張り飛ばした上、「出ていけ、合宿所を出ていけ」と合宿所から追放した[31]。
- 1977年、後にエース投手となる2年生の鹿取義隆に1日1000球の投げ込みを命じた。（捕手の2メートル隣に島岡が鎮座して投球を数えた）
- 1981年、春のリーグ戦、法政大1回戦で負けた夜に部員30人を合宿所に集め、いきなり小刀を畳に突き刺し「これで全員、切腹しろ」と言い放った[24]。
- 70歳を過ぎてなお、身長186cm体重98kgの体躯を誇る広沢克己を5発、10発と張り倒していた[32]なお広沢も島岡を認めており、大学生活や試合は楽しかったと述べている[33]。
- 歴代野球部キャプテンのうち、星野仙一と高田繁の二人だけは一度も体罰を受けたことがなかったという（この二人に加えて土井淳も体罰を受けなかったとする説もある）。星野によると「（体罰を受けなかったのは）高田さんは真面目だったから。俺は要領がよかったから」とのことだが、島岡自身は「高田は何事においても隙がなかったから殴れず、星野は殴ると理屈をこねそうだったから」とも語っている。
- 辻佳紀は「顔の形が変わるくらい殴られたこともあったが、勝ったりいいプレーをしたりするときの喜び様はもうたいへんなもので、そんな純真な監督を喜ばせたくてがんばりました」と言っている。
- 土井淳によると「選手が何だかわけもわからず殴られて悔しい気持ちで部屋で沈んでいると、ついさっき自分が体罰をしたことをケロリと忘れて、どうだい元気かい? なんて言いながらお菓子をもって部屋にニコニコ遊びにくるような、本当にさっぱりした性格の監督でした」という。

## エピソード
- 情に厚い性格とされ、教え子（明治大学硬式野球部員）を叱る時、時に自分で涙を流しながら10発、20発と本気で殴った。それでいて教え子の進路はとことんまで面倒を見る、と言われた[34]。
- 明大野球部監督就任以来、午前4時に起床、午後6時に就寝していたため、一度もプロ野球テレビ中継を視聴しなかった[35]。
- 40歳代から70歳代を通じて、寮の野球部員と同じ高カロリーの食事を食べ続けた影響で肥満体型になり、晩年は糖尿病を患いこれが寿命を縮ませることになった[36]。
- 365日のうち350日は調布市の明大野球部「明和寮」で寝起きしたため[36]、自宅に帰るのは正月と盆休みのみであった。
- 島岡は結婚していたが、子供には恵まれなかった。島岡と星野仙一が師弟以上の関係を築いたのは、父を知らず性格が似通う星野となら、互いに欠けている存在を補い合える「運命の出会い」だったからともいわれる[37]。
- 箸にも棒にもかからない音痴であり、リズム感というものがまるでなく、明治大学の応援団史上、島岡ほど音痴の応援団長はいなかった[38]。
- 金銭感覚に優れ、大学生当時から株式投資でいつも金を儲けて下級生に飯を食わせていた[39]。明大卒業時、大卒初任給が35円の時代に数百円の現金を持っていたり、マカオから復員後、三信証券という証券会社を興して300万円儲け、これを元手に衆議院選挙に当選する気でいたと述べている[40]。
- 明治中野球部監督時代の1946年の秋は練習によく遅刻した。これは物資不足の中、闇市で砂糖、小豆、餅などを大量に買い集めていたためで、風呂敷に背負って持ち帰って練習後に熱いしるこを部員に食べさせた[41]。
- 1948年、米第8軍のジョンソン大佐なる人物と親しくなり、米国製のグローブ、バット、ボールを入手して明治高校野球部員に与えたり、米国製ビールを100ダース分けてもらった（ビールは箱根の老舗旅館、環翠楼に譲渡し、野球部との縁を作った）。
- 島岡の明大監督就任騒動は島岡問題として社会的波紋を呼び、「島岡の鉄拳教育は真の教育とは思えない」と文部省に投書が届いたこともあり、明治中－明治高－明治大を通じて島岡の教え子だった美山誠（旧姓・片岡）が文部省に呼び出され聴取を受けた。普段無口な美山は「あの人は筋の曲がった場合は殴るが、まじめにやっている限り、絶対に手を挙げない」と大演説を行い、文部省を納得させたという[42]。
- 日頃から打倒早慶を口癖のようにしており、合宿所のスリッパにまで「早稲田」「慶應」あるいはその主力打者の名を書き、自らだけでなく選手にも履かせて踏むよう命じていたという。
- 野球の監督を始めた当初、体格は身長158cm、体重92kg。胴長短足で、本格的な野球経験もなかったため、甲子園出場時の初ノックは外野フライが打てず、ライナー性の打球ばかりだった[43]。
- 野球の監督ながら島岡はノックが苦手だった。明治高校の監督として1951年春の第23回選抜高等学校野球大会に出場し、（阪神甲子園球場近くの）甲陽学院グラウンドで練習を行った際、偶然居合わせた同大会に出場する和歌山県立新宮高等学校の古角俊郎監督（明治大学硬式野球部のOB）に「（俺の）代わりにノックをやってくれ」と依頼し、古角が明治高校ナインにノックを行ったエピソードが残っている[44]。
- 試合中、バントのサインを打者が理解できずにいると、選手のもとに近づき「こうだ、こう」とバントのポーズをとったなど、采配に関する逸話は多い。
- 星野によると、右翼思想の持ち主であったという。安保反対の学生運動が盛んな頃、島岡と星野は一緒に車に乗っていたが、ピケを張りデモに参加している学生を見て、島岡は当時主将だった星野に「おい星野、あの連中は赤か?」と聞いた。星野が「そのようですね」と返事すると、島岡は「連中をぶっとばしてこい」と命じた。星野は見ず知らず、しかもこちらに対して悪意のない連中を殴るのはと内心ためらったものの、「御大の命令とあらば、たとえ火の中、水の中」とばかりに殴りかかったという（『星野仙一のすばらしき野球野郎』1983/7 日刊スポーツ出版社 ISBN 4-8172-0066-9）。
- 調布市深大寺南町に所在した旧野球部グラウンドは「島岡球場」と呼ばれた。島岡が二級酒を携え地元の地主たちを連日訪れて説き伏せて造ったそのグラウンドは、球場の広さ、方角ともに神宮球場に合わせて造られたといわれる。早稲田戦でのエラーを苦い教訓に日頃から神宮＝リーグ戦を意識してプレーさせようという島岡の執念の結晶であったが2006年に閉鎖（跡地は分譲マンション「深大寺レジデンス」となった）。最後のイベントには星野など明大OBが数多く参加した。2006年秋からは府中市に移転し、明大野球部創設にかかわった内海弘蔵とともに「内海・島岡ボールパーク」の名が付けられた。

## 栄典
1988年、勲四等旭日小綬章受章。